# Phytoecia centaureae
Phytoecia centaureae är en skalbaggsart som beskrevs av Sama, Rapuzzi, Rejzek, Rapuzzi och Rejzek 2007. Phytoecia centaureae ingår i släktet Phytoecia och familjen långhorningar.
Artens utbredningsområde är Iran. Inga underarter finns listade i Catalogue of Life.